# Прискорення вільного падіння
Прискорення вільного падіння (позначення g) — прискорення, яке отримує тіло, рухаючись під впливом сили тяжіння більш масивного тіла. Воно однакове для всіх тіл, залежить від географічної широти місцеположення тіла, його відстані від центра більш масивного тіла та інших факторів.
Прискорення вільного падіння не залежить від маси тіл, але сильно змінюється залежно від маси самої планети, див. таблицю значень g для інших небесних тіл.
Для проведення розрахунків, згідно з рішенням третьої Генеральної конференції мір та ваг у 1901 році, було прийняте стандартне значення прискорення вільного падіння g = 9,80665 м/с2.
Прискорення вільного падіння також використовується як позасистемна одиниця вимірювання прискорення.

## Прискорення вільного падіння на Землі
Прискорення вільного падіння не однакове скрізь на Землі. У різних точках земної поверхні прискорення вільного падіння коливається від 9,764 до 9,834 м/с2. Стандартне значення приблизно відповідає прискоренню падіння тіла на широті 45° і на висоті рівня моря і дорівнює 9,80665 м/с2 (точно).
Відхилення від стандартної величини обумовлено низкою причин:
- Обертанням Землі. Унаслідок обертання Землі, завдяки дії доцентрової сили, прискорення вільного падіння тіла на полюсах вище, ніж на екваторі.
- Формою Землі. Земля не ідеальна сфера, а має сплюснуту на полюсах форму.
- Висотою над рівнем моря.
- Неоднорідністю Землі.

Чисельне значення прискорення вільного падіння на невеликих висотах h (у метрах) над рівнем моря на географічній широті φ можна отримати з формули
{\displaystyle g_{\phi }=9,780327\left(1+0,0053024\sin ^{2}\phi -0,0000058\sin ^{2}2\phi \right)-0,0003086h}.
| Місто            | Географічні координати (за Гринвічем) | Географічні координати (за Гринвічем) | Висота над рівнем моря, м | Прискорення вільного падіння, м/с2 |
| Місто            | Довгота                               | Широта                                | Висота над рівнем моря, м | Прискорення вільного падіння, м/с2 |
| ---------------- | ------------------------------------- | ------------------------------------- | ------------------------- | ---------------------------------- |
| Київ             | 30° 30′ сх. д.                        | 50° 27′ пн. ш.                        | 179                       | 9,81054                            |
| Вінниця          | 28° 28′ сх. д.                        | 49° 14′ пн.ш.                         | 287                       | 9,80912                            |
| Дніпро           | 34° 59′ сх. д.                        | 48° 27′ пн. ш.                        | 151                       | 9,80884                            |
| Донецьк          | 37° 48′ сх. д.                        | 48° 00′ пн. ш.                        | 169                       | 9,80838                            |
| Житомир          | 28° 40′ сх. д.                        | 50° 15′ пн. ш.                        | 218                       | 9,81025                            |
| Запоріжжя        | 35° 10′ сх. д.                        | 47° 50′ пн. ш.                        | 112                       | 9,8084                             |
| Івано-Франківськ | 24° 43′ сх. д.                        | 48° 55′ пн. ш.                        | 276                       | 9,80888                            |
| Кропивницький    | 32° 16′ сх. д.                        | 48° 30′ пн. ш.                        | 176                       | 9,80881                            |
| Луганськ         | 39° 18′ сх. д.                        | 48° 34′ пн. ш.                        | 78                        | 9,80917                            |
| Львів            | 24° 00′ сх. д.                        | 49° 50′ пн. ш.                        | 325                       | 9,80954                            |
| Миколаїв         | 32° 0′ сх. д.                         | 46° 58′ пн. ш.                        | 52                        | 9,80781                            |
| Одеса            | 30° 44′ сх. д.                        | 46° 28′ пн. ш.                        | 54                        | 9,80735                            |
| Полтава          | 34° 32′ сх. д.                        | 49° 34′ пн. ш.                        | 160                       | 9,80982                            |
| Рівне            | 26° 15′ сх. д.                        | 50° 37′ пн. ш.                        | 234                       | 9,81053                            |
| Суми             | 34° 48′ сх. д.                        | 50° 55′ пн. ш.                        | 174                       | 9,81098                            |
| Тернопіль        | 25° 36′ сх. д.                        | 49° 34′ пн. ш.                        | 320                       | 9,80932                            |
| Харків           | 36° 15′ сх. д.                        | 50° 00′ пн. ш.;                       | 120                       | 9,81032                            |
| Херсон           | 32° 35′ сх. д.                        | 46° 38′ пн. ш.                        | 48                        | 9,80752                            |
| Хмельницький     | 27° 0′ сх. д.                         | 49° 25′ пн. ш.                        | 298                       | 9,80926                            |
| Черкаси          | 32° 3′ сх. д.                         | 49° 25′ пн. ш.                        | 105                       | 9,80985                            |
| Чернівці         | 25° 56′ сх. д.                        | 48° 18′ пн. ш.                        | 240                       | 9,80843                            |
| Чернігів         | 31° 18′ сх. д.                        | 51° 30′ пн. ш.                        | 136                       | 9,81161                            |
| Луцьк            | 25° 20′ сх. д.                        | 50° 45′ пн. ш.                        | 196                       | 9,81076                            |
| Ужгород          | 22° 18′ сх. д.                        | 48° 37′ пн. ш.                        | 120                       | 9,80909                            |
| Севастополь      | 33° 31′ сх. д.                        | 44° 37′ пн. ш.                        | 2                         | 9,80584                            |
| Сімферополь      | 34° 06′ сх. д.                        | 44° 57′ пн. ш.                        | 205                       | 9,80551                            |

## Визначення за законом всесвітнього тяжіння
Згідно з законом всесвітнього тяжіння, другим законом Ньютона та не беручи до уваги обертання Землі, отримуємо
{\displaystyle F=G{\frac {Mm}{r^{2}}}=m\left(G{\frac {M}{r^{2}}}\right)=mg}
де r — відстань між центрами тяжіння Землі та тіла, M — маса Землі, m — маса тіла, G — гравітаційна стала.
Таким чином, згідно з визначенням, отримуємо формулу
{\displaystyle g=G{\frac {M}{r^{2}}}},
з якої видно, що прискорення вільного падіння не залежить від маси тіла m.
Підставляючи відповідні значення до формули отримуємо:
{\displaystyle g=(6,6742\times 10^{-11}){\frac {5,9736\times 10^{24}}{(6,37101\times 10^{6})^{2}}}=9,822{\mbox{ m}}\cdot {\mbox{s}}^{-2}}.
Це значення відрізняється від стандартного значення 9,80665 м/с2 через нехтування відцентровою силою.
Аналогічно можна отримати прискорення вільного падіння на поверхні будь-якого небесного тіла.

| Планета  | Кратність зі значенням прискорення на Землі | м/с2  |
| -------- | ------------------------------------------- | ----- |
| Сонце    | 27,90                                       | 274,1 |
| Меркурій | 0,3770                                      | 3,703 |
| Венера   | 0,9032                                      | 8,872 |
| Земля    | 1 (за визначенням)                          | 9,822 |
| Місяць   | 0,1655                                      | 1,625 |
| Марс     | 0,3895                                      | 3,728 |
| Юпітер   | 2,640                                       | 25,93 |
| Сатурн   | 1,139                                       | 11,19 |
| Уран     | 0,917                                       | 9,01  |
| Нептун   | 1,148                                       | 11,28 |

## Використання як одиниці вимірювання прискорення
Прискорення вільного падіння стало одиницею вимірювання прискорення в аеронавтиці й космонавтиці, а також в автомобільній техніці.
Коли автомобіль повертає, то сила що на нього діє може бути вирахувана із формули радіального прискорення, a = v2/r, де a — прискорення, v — швидкість, а r — радіус повороту. Наприклад, коли водій гоночного автомобіля їде у повороті із радіусом кривизни 80 м зі швидкістю 40 м/с, він відчуває прискорення 402/80 м/с2, або 20 м/с2. Це дорівнює 20/9,8 g, що є близько 2,04 g. Слід зауважити, що при цих розрахунках не враховується прискорення вільного падіння від земної гравітації.